# Сидорацкий, Андрей Гаврилович
Андрей Гаврилович Сидорацкий (1788—1815) — доктор медицины и хирургии, адъюнкт Московского университета.

## Биография
Родился в городе Брянске в 1788 году. В 1805 году поступил учиться на медицинский факультет Московского университета, который в 1810 году окончил курс со званием лекаря I отделения и был оставлен на 2 года при университете. В 1812 году «по окончании выдержанного с великим отличием экзамена» был удостоен в Московском университете степени доктора медицины и хирургии. Во время Отечественной войны 1812 года служил во 2-м казачьем пехотном полку.
В 1814 году получил в Московском университете место адъюнкта хирургической клиники; работал под руководством профессора Фёдора Андреевича Гильтебрандта, очень удачно и счастливо производил многие опасные и важные операции: вырезывание камня, ампутацию и прочие.
Знал много иностранных языков и, по свидетельству Рихтера, «превосходными дарованиями своими… подавал справедливую надежду видеть в нем со временем отличного академического наставника и счастливого практика». Надеждам этим не было суждено исполниться.
Умер на 27-м году жизни и был похоронен в Царском Селе.

## Сочинения
1. «Dissertatio inauguralis medico-chirurgica, sistens comparationem nonnullarum methodorum cystothomiae, temporibus recentioribus potissimarum», 1812 г., 26/VІ, защищена в Москве, 4 °.
2. Русский перевод латинской актовой речи проф. Гильтебрандта «О превосходстве хирургического учения», 1810 г.
3. «Записки о счастливо отнятом предплечии, помертвевшем после горячки», читано в медико-физическом обществе 9 сентября 1811 г.